# شبعا (لبنان)
شبعا (به عربی: شبعا) یک منطقهٔ مسکونی در لبنان است که در شهرستان حاصبیا واقع شده‌است.